# Afrykańska Regionalna Organizacja Własności Intelektualnej

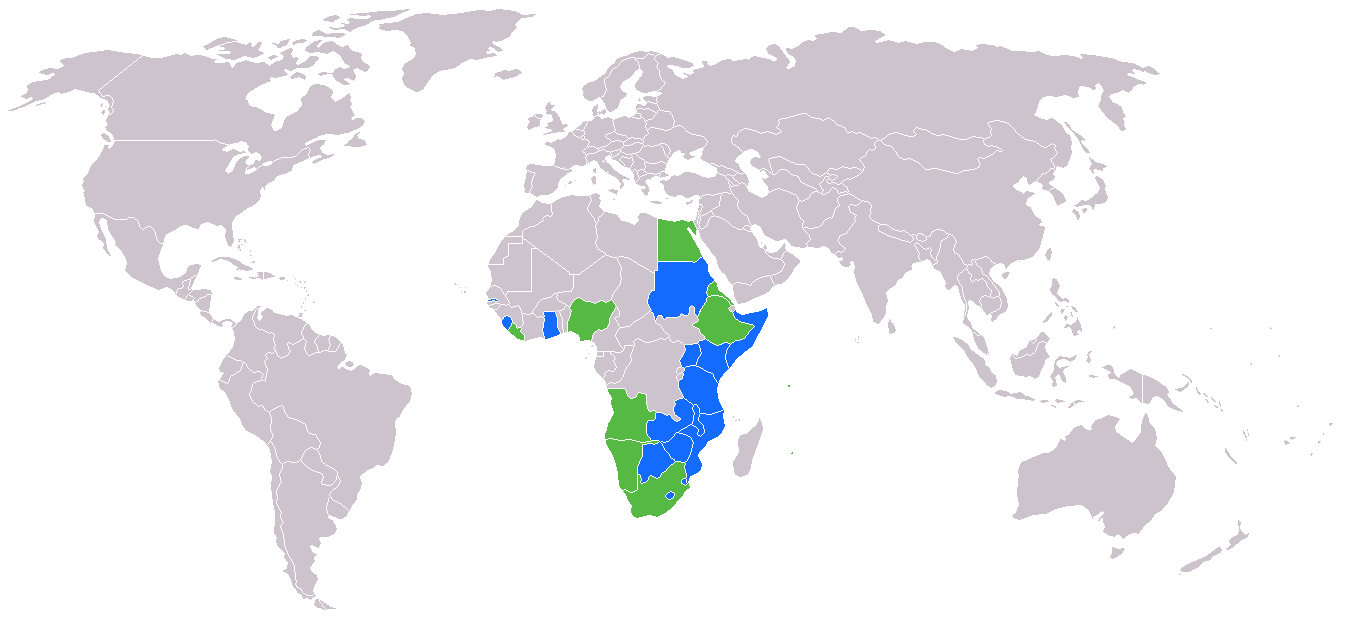
Mapa obecnych państw członkowskich ARIPO (niebieskie) oraz państw mających status obserwatora (zielone)

Afrykańska Regionalna Organizacja Własności Intelektualnej, ARIPO (od ang. African Regional Intellectual Property Organization) – międzyrządowa organizacja współpracy między państwami Afryki w zakresie spraw własności intelektualnej.
W jej skład wchodzi 16 państw (głównie tych, w których językiem urzędowym jest angielski).

## Państwa członkowskie
1. Botswana
2. Gambia
3. Ghana
4. Kenia
5. Lesotho
6. Malawi
7. Mozambik
8. Namibia
9. Sierra Leone
10. Somalia
11. Sudan
12. Eswatini
13. Tanzania
14. Uganda
15. Zambia
16. Zimbabwe

## Państwa mające status obserwatora
1. Angola
2. Egipt
3. Erytrea
4. Etiopia
5. Liberia
6. Mauritius
7. Nigeria
8. Seszele
9. Południowa Afryka